# Astroloba
Astroloba é um género botânico pertencente à família Asphodelaceae.